# Щагови ветрила
Щаговите ветрила са ветрила, прикрепени с едната си шкаторина към щагове, а не непосредствено към рангоута. Щаговите ветрила включват:
- Стаксели
- Кливери
- Трисели

Срещат се при всички видове ветрилни стъкмявания, обикновено поставени в диаметралната плоскост между мачтите или между предната мачта и бушприта (носа) на ветроходния кораб.